# Jacob's Ladder (Reich)
 (mars 2024).
La mise en forme du texte ne suit pas les recommandations de Wikipédia : il faut le « wikifier ».
Les points d'amélioration suivants sont les cas les plus fréquents :
- Les titres sont pré-formatés par le logiciel. Ils ne sont ni en capitales, ni en gras.
- Le texte ne doit pas être écrit en capitales (les noms de famille non plus), ni en gras, ni en italique, ni en « petit »…
- Le gras n'est utilisé que pour surligner le titre de l'article dans l'introduction, une seule fois.
- L'italique est rarement utilisé : mots en langue étrangère, titres d'œuvres, noms de bateaux, etc.
- Les citations ne sont pas en italique mais en corps de texte normal. Elles sont entourées par des guillemets français : « et ».
- Les listes à puces sont à éviter, des paragraphes rédigés étant largement préférés. Les tableaux sont à réserver à la présentation de données structurées (résultats, etc.).
- Les appels de note de bas de page (petits chiffres en exposant, introduits par l'outil «  Source ») sont à placer entre la fin de phrase et le point final[comme ça].
- Les liens internes (vers d'autres articles de Wikipédia) sont à choisir avec parcimonie. Créez des liens vers des articles approfondissant le sujet. Les termes génériques sans rapport avec le sujet sont à éviter, ainsi que les répétitions de liens vers un même terme.
- Les liens externes sont à placer uniquement dans une section « Liens externes », à la fin de l'article. Ces liens sont à choisir avec parcimonie suivant les règles définies. Si un lien sert de source à l'article, son insertion dans le texte est à faire par les notes de bas de page.
- La présentation des références doit suivre les conventions bibliographiques. Il est recommandé d'utiliser les modèles {{Ouvrage}}, {{Chapitre}}, {{Article}}, {{Lien web}} et/ou {{Bibliographie}}. Le mode d'édition visuel peut mettre en forme automatiquement les références.
- Insérer une infobox (cadre d'informations à droite) n'est pas obligatoire pour parachever la mise en page.

Pour une aide détaillée, merci de consulter Aide:Wikification.
Si vous pensez que ces points ont été résolus, vous pouvez retirer ce bandeau et améliorer la mise en forme d'un autre article.
Jacob's Ladder est une une œuvre musicale de Steve Reich pour voix et ensemble, composée en 2023.

## Historique
L’œuvre est créée le 5 octobre 2023 au David Geffen Hall (New York) par l’ensemble Synergy Vocals et le New York Philharmonic dirigés par Jaap van Zweden.
La création française a lieu dans le cadre d’une rétrospective de la musique de Steve Reich au Festival Présences, le 6 février 2024 à l’auditorium de Radio France, où l’œuvre est interprétée par l’ensemble vocal Synergy Vocals et l’Ensemble Intercontemporain dirigé par George Jackson.
Il s’agit d’une commande conjointe du New York Philharmonic, de BBC Radio 3, de la Fundação Casa da Música, de l’Istanbul Music Festival et du Borusan Istanbul Philharmonic Orchestra, du Queen Silvia Concert Hall et de O/Modernt, de Radio France et du Vancouver Symphony Orchestra.
L’œuvre est éditée par Boosey & Hawkes.

## Effectif
La pièce est composée pour quatre voix (2 sopranos, 2 ténors) accompagnées d’un petit ensemble instrumental (2 flûtes, 2 hautbois, 2 clarinettes, 2 vibraphones, 1 piano, 4 violons, 2 altos, 2 violoncelles).

## Structure
La musique se fonde sur un seul verset biblique (Gn, 28, 12) narrant le songe de Jacob. Le texte est le suivant :
« And he dreamed,
and behold a ladder set up on the Earth,
and its top reached heaven,
and behold messengers of G-d ascending and descending on it. »
Le verset, subdivisé en quatre membres de phrase (selon une traduction française « Il rêva / qu’il y avait une échelle reposant sur la terre / et dont l’autre extrémité atteignait le ciel ;/  et il aperçut les anges de Dieu qui la montaient et la descendaient ! »), sert de base à l’organisation de la pièce: les membres de phrase sont d’abord chantés avant d’être approfondis et développés par l’ensemble instrumental.

Steve Reich s’en explique ainsi :  
« Contrairement à d’autres compositions pour voix comme Desert Music, Tehillim, Proverb ou Traveler’s Prayer, Jacob’s Ladder est d’abord une pièce instrumentale dans la mesure où les parties chantées concernent 40% de l’œuvre. Le reste est une sorte de commentaire sans mots. Un commentaire musical sur ce mouvement des messagers qui montent et descendent ou font une pause sur une échelle entre le ciel et la terre. L’œuvre est répartie en quatre sections courtes correspondant aux quatre lignes du texte et quatre sections plus longues qui développent ces sections initiales. On commence avec les voix qui laissent la place à une musique purement instrumentale pour finalement revenir dans la dernière section. »
Après Tehillim (1981), The Cave (1993), Know What Is Above You (1999), You Are (Variations) (2004) ou Daniel Variations (2006), mais surtout Traveler’s Prayer (2020), Jacob’s Ladder témoigne que Steve Reich puise encore son inspiration dans la culture et la religion hébraïques. Le lien entre ses deux dernières œuvres est ainsi explicité par le compositeur: « Traveler’s Prayer and Jacob’s Ladder are related pieces—they're representative of this period in my life. »
L’œuvre dure une vingtaine de minutes.